# Euronymous
Øystein Aarseth (22. marts 1968 – 10. august 1993) som gik under navnet Euronymous var en guitarist for det norske black metal-band Mayhem. Han var grundlægger og ejer af black metal-pladeselskabet Deathlike Silence Productions såvel som Oslos pladebutik Helvete indtil han blev myrdet af Varg Vikernes fra Burzum.

## Diskografi
- Pure Fucking Armageddon, demo 1986
- Deathrehearsal, demo 1987
- Deathcrush, ep 1987
- Burzum (album),  studiealbum 1992
- Live in Leipzig, livealbum 1993
- De Mysteriis Dom Sathanas, studiealbum 1994
- Dawn of the Black Hearts, livealbum 1995
- Out From The Dark, ep 1996
- Freezing Moon, single 1996
- Life Eternal, EP 2008

(Han har også udgivet en demo med Checker Patrol i 1986)